# (5786) Талос
(5786) Талос (лат. Talos) — околоземный астероид из группы аполлонов, характеризующийся крайне вытянутой орбитой, из-за которой в процессе своего движения вокруг Солнца он пересекает орбиты всех планет земной группы от Меркурия до Марса. Интересно, что во время своего движения по орбите, Талос подходит к Солнцу почти в два раза ближе, чем Меркурий. Он был открыт 3 сентября 1991 года австралийским астрономом Робертом Макнотом в обсерватории Сайдинг-Спринг и назван в честь бога Талоса, который согласно древнегреческой мифологии был двоюродным братом Икара.

Орбита астероида Талоса и его положение в Солнечной системе
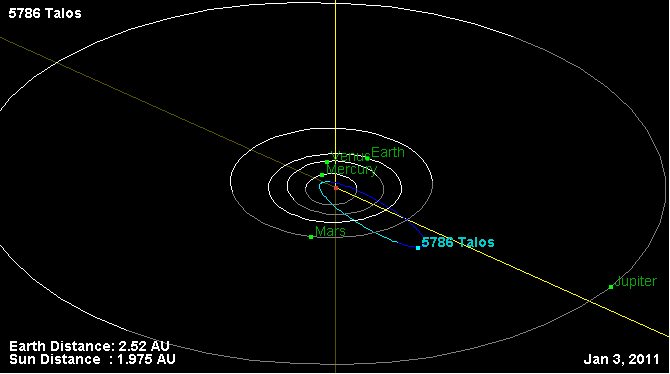
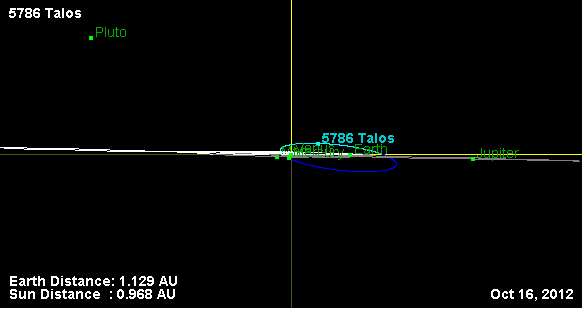
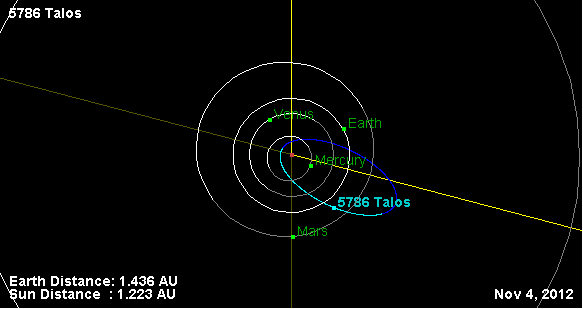